# Баскорик
Баскори́к (каз. Басқорық) — село у складі Осакаровського району Карагандинської області Казахстану. Входить до складу Жансаринського сільського округу.
Населення — 48 осіб (2021; 90 у 2009, 155 у 1999, 264 у 1989).
Національний склад станом на 1989 рік:
- казахи — 100 %.

До 2015 року село називалось Лиманне.